# (33965) 2000 NY10
2000 أن واي 10 (ويعرف أيضًا باسم (33965) 2000 أن واي 10 وفق تسمية الكوكب الصغير) (بالإنجليزية: 2000 NY10)‏ هو كويكب ضمن حزام الكويكبات؛ وترتيبه 33965 من حيث الاكتشاف.
اكتُشف هذا الجُرم الفلكي بواسطة Paulo R. Holvorcem ‏ في 10 يوليو 2000.

## وصلات خارجية
- (33965) 2000 NY10 في قاعدة بيانات مختبر الدفع النفاث لأجرام النظام الشمسي الصغيرة

- الاكتشاف · مخطط المدار ·  العناصر المدارية · المعلمات المادية

- (33965) 2000 NY10 على موقع ويكي سكاي: DSS2, SDSS, GALEX, IRAS, Hydrogen α, X-Ray, Astrophoto, Sky Map, Articles and images